# Rassemblement des gauches républicaines
Das Rassemblement des gauches républicaines (Sammlung der republikanischen Linken, RGR) war eine französische Parteienkonföderation und Wahlkoalition der Vierten Republik, die von der nichtkommunistischen Linken der Union démocratique et socialiste de la Résistance (UDSR) bis zur rechten Mitte reichte. Nach dem Ende des Zweiten Weltkriegs ermöglichte diese Zusammenarbeit der Radikalen Partei, sich mit der jungen UDSR zu verbünden, um wieder einen Platz auf der politischen Bühne Frankreichs einzunehmen. Es bestand von 1946 bis 1968.

## Parteien
Das Wahlbündnis wurde vornehmlich von zwei Parteien getragen:
- Parti républicain, radical et radical-socialiste und
- Union démocratique et socialiste de la Résistance

Daneben gehörten noch kleinere, meist eher rechts ausgerichtete Parteien und Gruppen, meist Überbleibsel aus der Dritten Republik dazu:
- Parti républicain et social de la réconciliation française[A 1], die Nachfolgerin der Vorkriegspartei Parti social français und der Croix-de-Feu war. Sie wurde noch immer von Oberst de La Rocque geleitet.
- Alliance démocratique, die eine der Mitte-Rechts-Parteien der Dritten Republik bildete und Persönlichkeiten des vorherigen Regimes wie Paul Reynaud aufstellte.
- Parti démocrate, ralliement républicain démocratique et socialiste, eine winzige Partei aus ehemaligen Widerstandskämpfern, die aus der Parti démocrate populaire hervorgegangen war und nach wenigen Monaten ihres Bestehens mit der UDSR fusionierte.
- Parti socialiste démocratique[A 2] von Paul Faure. Diese bestand fast ausschließlich aus Persönlichkeiten aus der Section française de l’Internationale ouvrière (SFIO), die wegen Kollaboration nicht wählbar waren.
- Radical indépendant und
- Parti républicain-socialiste. Die beiden letztgenannten Parteien existierten bei der Befreiung nicht mehr wirklich.

Das Rassemblement des gauches républicaines hatte auch direkte Mitglieder, wobei ein relativ kleiner Teil der Mitglieder keiner der vorherigen Gruppierungen angehörte.

## Organisation
Das RGR wurde von Anfang an als Bund politischer Parteien konzipiert. Dennoch verfügt er über Merkmale, die einer politischen Partei selbst eigen sind (noch vor seiner offiziellen Umwandlung in eine politische Partei im Jahr 1955), wie die Existenz von Départementsverbänden, hauptamtlichen Mitarbeitern, einem Dokumentations- und Forschungszentrum und Zeitungen.
1951 hatte das RGR 17.500 Mitglieder, dreißig Föderationen im Mutterland und sechs in Übersee. Mehrere Organisationen waren den RGR angeschlossen, wie das Rassemblement des femmes républicaines (Sammlung republikanischer Frauen) und die Assemblée des jeunes RGR (Jugendversammlung RGR), die später in Jeunesses européennes libérales (Liberale Europäische Jugend) umbenannt wurde.
Im August 1954 wurde das Präsidium des RGR durch ein Direktorium ersetzt, das als ständige Delegation bezeichnet wurde und dessen Vorsitz zunächst abwechselnd geführt wurde, bevor er ab Juni 1955 an Edgar Faure überging.
Als Vorstand fungierten Marcel-François Astier (1946–1947), Gabriel Cudenet (1947–1948), Édouard Daladier (1950–1955) und Edgar Faure (1955–1958); Generalsekretär war Jean-Paul David.

## Geschichte
Ursprünglich sollte der RGR den Radikalen und der UDSR ermöglichen, das Verhältniswahlrecht zu überleben. Er nahm zahlreiche mikroskopisch kleine konservative Gruppierungen auf, um die Illusion einer großen Sammlung aufrechtzuerhalten. Dadurch gewann die Radikale Partei einen Großteil ihres politischen Einflusses zurück. Tatsächlich bestand diese Versammlung aus Individualisten und war trotz ihres Namens eher rechts orientiert. Auf dem Kongress der Radikalen Partei, der vom 4. bis 7. April 1946 in Lyon stattfand, wurde der Beitritt beschlossen. Dieser hielt seinen ersten Kongress 1947 ab.
Das RGR wurde von den französischen Arbeitgebern subventioniert, die in ihm (vor der Gründung des Centre national des indépendants et paysans) das beste Bollwerk gegen Kommunismus und Etatismus und den besten Verteidiger des Wirtschaftsliberalismus in einem von zahlreichen Verstaatlichungen geprägten Umfeld sahen.
Das RGR erzielte bei den Parlamentswahlen vom 2. Juni 1946 11,6 % der Stimmen und bei den Parlamentswahlen vom 10. November 1946 12,4 % (70 gewählte Vertreter). Es behauptete sich vor allem bei den Senatswahlen 1948, als sie mit 83 gewählten Abgeordneten zur größten Fraktion in der Hohen Versammlung wurde. Bei den Parlamentswahlen von 1951 erhielt das RGR 11,1 % der Stimmen. Durch ihre Beteiligung an der Troisième force (mit der SFIO und dem Mouvement républicain populaire) ermöglichte es das RGR, dass Persönlichkeiten der Parti radical und der UDSR zahlreichen Regierungen der ersten Legislaturperiode (1946–1951) angehörten.
Nachdem Pierre Mendès France im Mai 1955 die Führung der Radikalen Partei übernommen hatte, beschloss Edgar Faure, der damalige Ratspräsident, im Juni die Führung des RGR zu übernehmen. Diese Kontrollübernahme verschaffte ihm ein Gegengewicht zu seinem Rivalen Pierre Mendès France. Sie ermöglichte es ihm insbesondere, einen Teil der radikalen Nominierungen für die Parlamentswahlen im Januar 1956 zu kontrollieren. Im November 1955 wandelte sich das RGR, ein Zusammenschluss politischer Parteien, selbst in eine politische Partei um. Im Dezember 1955 schloss die Parti radical Edgar Faure und seine Anhänger aus und trat aus dem RGR aus. Das RGR, der sich in der rechten Mitte positionierte, vereinigte nun die Radikalen, die Pierre Mendès France feindlich gegenüberstanden und aus der Radikalen Partei ausgeschlossen worden waren. Bei den Parlamentswahlen 1956 erhielt die RGR nur 3,9 % der Stimmen (12 gewählte Vertreter), da viele Radikale und UDSR-Vertreter unter dem Etikett der (mendèsistischen) Front républicain kandidierten. Das RGR zerbrach 1958: Mehrere Mitglieder kehrten zur Radikalen Partei zurück, während Jean-Paul David die Parti libéral européen gründete.